# Meyronnes
Meyronnes är en kommun i departementet Alpes-de-Haute-Provence i regionen Provence-Alpes-Côte d'Azur i sydöstra Frankrike. Kommunen ligger  i kantonen Barcelonnette som ligger i arrondissementet Barcelonnette. År 2018 hade Meyronnes 62 invånare.

## Befolkningsutveckling
Antalet invånare i kommunen Meyronnes
Referens: INSEE